# Tina i Milo
Tina i Milo to oficjalne maskotki Zimowych Igrzysk Olimpijskich i Paralimpijskich 2026 Mediolan i Cortina d'Ampezzo. Zostały  zaprojektowane przez uczniów Istituto Comprensivo w Tavernie. Pierwszy raz zaprezentowano je na Festiwalu Piosenki Włoskiej w Sanremo w 2024 roku. Organizatorzy wyjaśnili, że wybór gronostajów wynika z ucieleśniania przez nie "włoskiego ducha". Towarzyszy im 6 małych przebiśniegów nazwanych "The Flo", zaprojektowanych przez młodych artystów Istituto Comprensivo Sabin z Segrate.

## Historia
Maskotki są rezultatem współpracy pomiędzy Komitetem Organizacyjnym Igrzysk 2026, a włoskim Ministerstwem Oświaty, które zaprosiły uczniów szkół podstawowych i średnich do zgłaszania propozycji. Wpłynęło ponad 1 600 projektów, z których 2 zostały wybrane i publicznie zaprezentowanie w ankiecie. Finalnie jako oficjalne maskotki wybrano dwa gronostaje, jednakże zdecydowano, że pochodzące z drugiego projektu 6 przebiśniegów będzie im towarzyszyć w dążeniu do wzbudzania radości i entuzjazmu dla Igrzysk.

## Postacie
Tina maskotka Igrzysk Olimpijskich jest kreatywna i twardo stąpająca po ziemi. Mieszka w mieście, kocha chodzić na koncerty i występy. Jest pod wrażeniem siły piękna i jego zdolności do transformacji. Opisuje ją zawołanie "Miej wielkie marzenia!" (ang. “Dream big!”). Jej imię pochodzi od miasta-gospodarza Cortiny d'Ampezzo.
Milo maskotka Igrzysk Paralimpijskich, jest marzycielem. Uwielbia opowiadać dowcipy i bawić się w śniegu, a wolnym czasie wymyśla instrumenty muzyczne. Nic nie jest w stanie zatrzymać jej odpornego charakteru. Pomimo urodzenia się bez łapki, Milo nauczyła się chodzić przy użyciu ogona. Opisuje ją zdanie "Przeszkody są trampolinami" (ang. “Obstacles are trampolines”). Jej imię pochodzi od miasta-gospodarza Mediolanu (wł. Milano).
The Flo to sześć małych przebiśniegów, które będą towarzyszyć rodzeństwu w zabawie i przygodzie Igrzysk Mediolan Cortina d'Ampezzo 2026.